# Push-pull-effekten (immigration)
Push-pull-effekten kan bruges om immigration og emigration. 
"Push" i denne sammenhæng henviser til immigranter, som bliver "skubbet" væk fra deres land, eksempelvis på grund af hungersnød, fattigdom,  religionsundertrykkelse, politisk undertrykkelse etc., eller om de bliver tiltrukket ("pull") ved idéen om et nyt og bedre samfund.
Grunden til den store immigration til USA igennem tiden tilskrives push-pull-effekten, da begge dimensioner i denne teori var sat i gang: Jødeforfølgelse i Rusland og hungersnød i Irland etc. var "push"-delen, og tanken om USA, hvor historien gik på at f.eks. gaderne var brolagt med guld, og at alt ville blive meget bedre, var "pull"-delen.

## Ekstern henvisning
- P. C. Matthiessen (anmeldelse af): Kristian Hvidt: "Flugten til Amerika eller Drivkræfter i masseudvandringen fra Danmark 1868-1914". Skrifter udgivet af Jysk Selskab for Historie, Nr. 22; Universitetsforlaget i Aarhus, 1972 (Historisk Tidsskrift, Bd. 13, rk. 1; 1974)